# Michael Knauth (Handballspieler)
Michael Knauth (* 7. Januar 1983 in Bregenz) ist ein österreichischer Handballspieler.

## Karriere
Knauth begann in seiner Jugend bei Bregenz Handball Handball zu spielen. Der 1,80 Meter große und 82 Kilogramm schwere rechte Außenspieler sicherte sich mit den Vorarlbergern zwischen 2001/02 und 2007/08 sechsmal den Österreichischen Meistertitel. Seit 2008/09 steht der Linkshänder beim Alpla HC Hard unter Vertrag. Mit den roten Teufeln sicherte er sich 2011/12, 2012/13, 2013/14, 2014/15 und 2016/17 die österreichische Meisterschaft sowie 2013/14 und 2017/18 den ÖHB-Cup.
Mit Bregenz spielte er in der EHF Champions League (2002, 2003, 2005, 2006, 2007, 2008), dem Europapokal der Pokalsieger (2004) und mit Hard in der EHF Champions League (2013, 2014, 2015, 2016, 2018), im Europapokal der Pokalsieger (2009), dem EHF-Pokal (2010) und dem EHF Europa Pokal (2013, 2014, 2015, 2016, 2017, 2018, 2019, 2020).
Für die österreichische Nationalmannschaft erzielte er bis Dezember 2009 in 28 Länderspielen 46 Tore.

## HLA-Bilanz
| Saison    | Verein        | Spielklasse | Tore | 7-Meter        | Feldtore |
| --------- | ------------- | ----------- | ---- | -------------- | -------- |
| 2008/09   | Alpla HC Hard | HLA         | 148  | 27/41          | 121      |
| 2009/10   | Alpla HC Hard | HLA         | 127  | 35/43          | 92       |
| 2010/11   | Alpla HC Hard | HLA         | 95   | 21/28          | 74       |
| 2011/12   | Alpla HC Hard | HLA         | 89   | 13/21          | 76       |
| 2012/13   | Alpla HC Hard | HLA         | 90   | 11/15          | 79       |
| 2013/14   | Alpla HC Hard | HLA         | 105  | 20/27          | 85       |
| 2014/15   | Alpla HC Hard | HLA         | 104  | 31/39          | 73       |
| 2015/16   | Alpla HC Hard | HLA         | 120  | 29/39          | 91       |
| 2016/17   | Alpla HC Hard | HLA         | 95   | 5/7            | 90       |
| 2017/18   | Alpla HC Hard | HLA         | 117  | 31/44          | 86       |
| 2008–2018 | gesamt        | HLA         | 1090 | 223/304 (73 %) | 867      |

## Erfolge
- Bregenz Handball
  - 6× Österreichischer Meister 2001/02, 2003/04, 2004/05, 2005/06, 2006/07, 2007/08
  - 3× Österreichischer Pokalsieger 2001/02, 2002/03, 2005/06
- Alpla HC Hard
  - 5× Österreichischer Meister 2011/12, 2012/13, 2013/14, 2014/15, 2016/17
  - 2× Österreichischer Pokalsieger 2013/14, 2018